# (115801) Punahou
(115801) Punahou (2003 UW236) – planetoida z pasa głównego asteroid okrążająca Słońce w ciągu 3,72 lat w średniej odległości 2,4 j.a. Odkryta 23 października 2003 roku.